# ブレット・アイブナー
- ブレット・エイブナー

ブレット・ウィリアム・アイブナー（Brett William Eibner, 1988年12月2日 - ）は、 アメリカ合衆国テキサス州ザ・ウッドランズ出身の元プロ野球選手（外野手、投手）。右投右打。
メディアによっては「エイブナー」とも表記される。

## 経歴

### プロ入り前
ザ・ウッドランズ高等学校時代はポール・ゴールドシュミットやカイル・ドレイベックとチームメイトだった。2007年のMLBドラフト4巡目（全体141位）でヒューストン・アストロズから指名されたが、契約せずにアーカンソー大学へ進学した。

### プロ入りとロイヤルズ時代

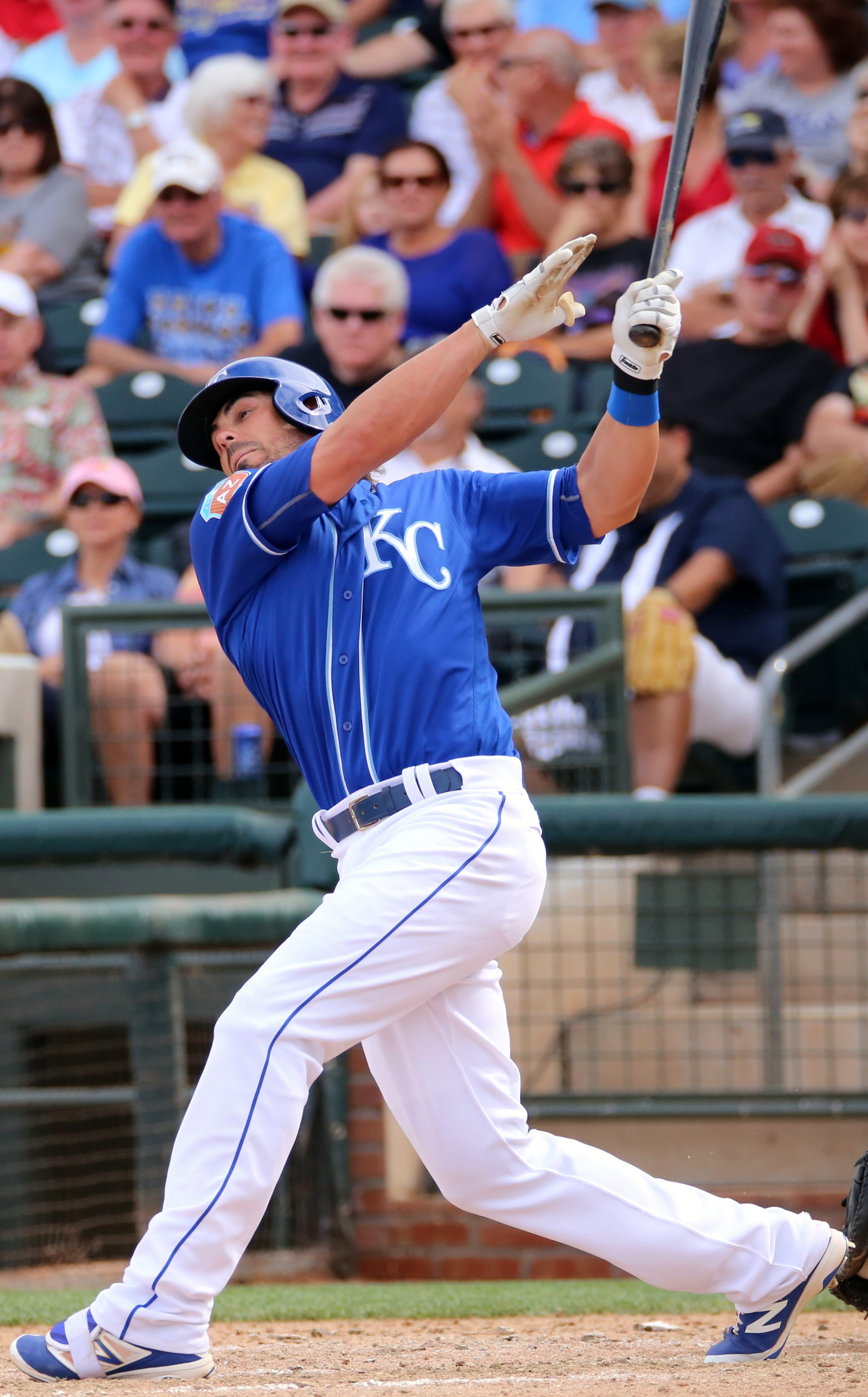
カンザスシティ・ロイヤルズ時代
(2016年3月11日)

2010年のMLBドラフト2巡目（全体54位）でカンザスシティ・ロイヤルズから指名され、プロ入り。
2011年に傘下のA級ケーンカウンティ・クーガーズでプロデビュー。76試合に出場して打率.213、12本塁打、31打点、2盗塁を記録した。
2012年はA+級ウィルミントン・ブルーロックスでプレーし、110試合に出場して打率.196、15本塁打、53打点、5盗塁を記録した。
2013年はAA級ノースウエストアーカンソー・ナチュラルズでプレーし、114試合に出場して打率.243、19本塁打、41打点、7盗塁を記録した。
2014年はA+級ウィルミントンとAAA級オマハ・ストームチェイサーズでプレーし、2球団合計で87試合に出場して打率.241、8本塁打、30打点、8盗塁を記録した。
2015年はAAA級オマハでプレーし、103試合に出場して打率.303、19本塁打、81打点、10盗塁を記録した。オフの11月には第1回WBSCプレミア12にアメリカ合衆国代表で出場。11月20日にルール・ファイブ・ドラフトでの流出を防ぐために40人枠入りした。
2016年は開幕をAAA級オマハで迎え、5月26日にメジャー初昇格を果たした。5月27日のシカゴ・ホワイトソックス戦にて「8番・指名打者」で先発出場してメジャーデビュー（結果は3打数1安打）。この年ロイヤルズでは26試合に出場して打率.231、3本塁打、10打点を記録した。

### アスレチックス時代

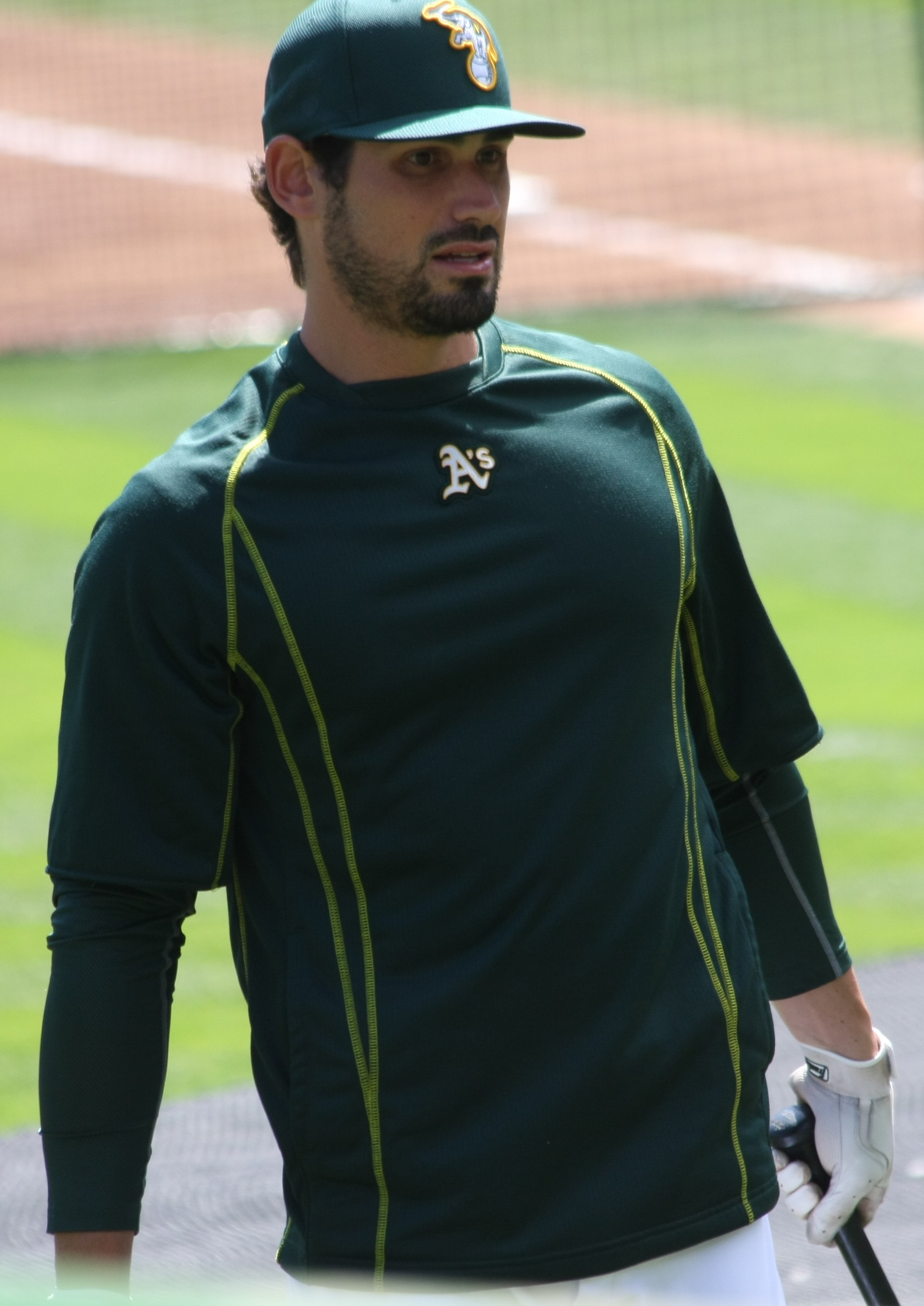
オークランド・アスレチックス時代
(2016年8月7日)

2016年7月30日にビリー・バーンズとのトレードで、オークランド・アスレチックスへ移籍した。アスレチックスでは44試合に出場して打率.165、3本塁打、12打点、移籍前を含めた2球団合計では70試合に出場して打率.193、6本塁打、22打点を記録した。

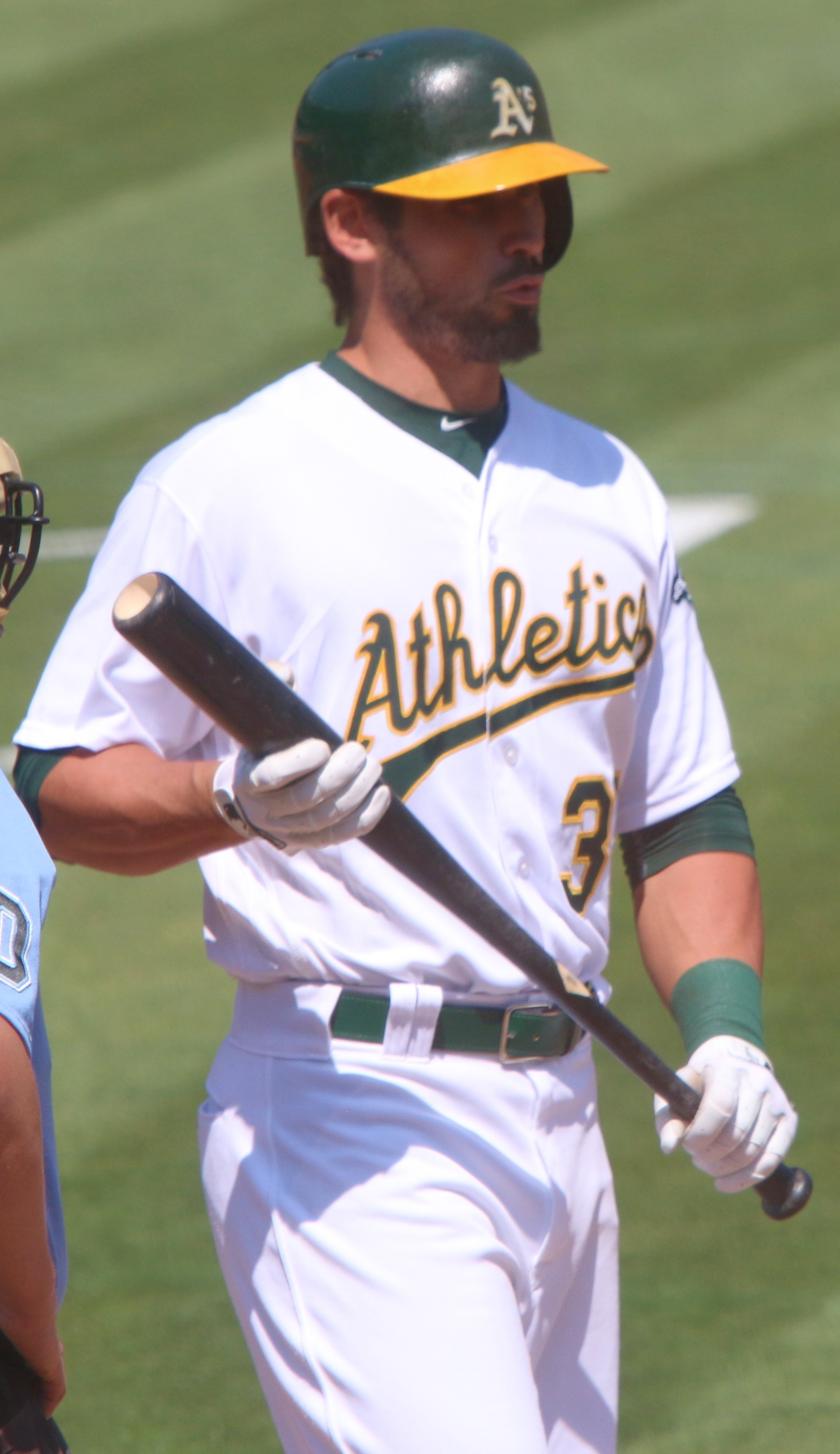
オークランド・アスレチックス時代
(2016年9月7日)

2017年1月20日にDFAとなった。

### ドジャース時代
2017年1月25日にジョーダン・タルソビッチとのトレードで、ロサンゼルス・ドジャースへ移籍した。9月1日にDFAとなり、翌2日に自由契約となった。

### レンジャーズ傘下時代
2017年12月21日にテキサス・レンジャーズとマイナー契約を結んだ。
2018年はメジャー出場は無かった。傘下のマイナーでは投手として3球団合計で11試合に登板した。
2019年もレンジャーズとマイナー契約を結ぶが、3月19日に自由契約となった。

### 独立リーグ時代
2019年6月7日に独立リーグであるアメリカン・アソシエーションのテキサス・エアホッグスと契約した。8月30日にトレードで、アトランティックリーグのシュガーランド・スキーターズへ移籍した。
2020年は新型コロナウイルスの感染拡大によりプレーの機会がないマイナーリーガーや独立リーガーのために一時的に結成されたコンステレーション・エナジー・リーグのイースタン・レイエス・エル・ティグレでプレーした。

### マーリンズ時代
2020年8月2日にマイアミ・マーリンズとマイナー契約を結んだ。8月18日にメジャー契約を結んで投手としてアクティブ・ロースター入りし、同日に投手としてメジャー初登板を果たした。8月29日にDFAとなり、9月3日にマイナー契約となった。9月21日に再びメジャー契約を結んでアクティブ・ロースター入りした。9月23日に再びDFAとなり、25日にマイナー契約となった。
2021年は傘下AAA級ジャクソンビル・ジャンボシュリンプで11試合に登板して、1勝2敗3セーブ、防御率3.46の成績を挙げたが、メジャー昇格の機会はなく、オフの11月7日にFAとなった。
2022年はいずれのチームにも所属しなかった。
2023年も無所属であったが、5月1日に自身のSNS上で現役引退を発表した。

## 詳細情報

### 年度別打撃成績
| 年 度    | 球 団    | 試 合 | 打 席 | 打 数 | 得 点 | 安 打 | 二 塁 打 | 三 塁 打 | 本 塁 打 | 塁 打 | 打 点 | 盗 塁 | 盗 塁 死 | 犠 打 | 犠 飛 | 四 球 | 敬 遠 | 死 球 | 三 振 | 併 殺 打 | 打 率 | 出 塁 率 | 長 打 率 | O P S |
| -------- | -------- | ----- | ----- | ----- | ----- | ----- | -------- | -------- | -------- | ----- | ----- | ----- | -------- | ----- | ----- | ----- | ----- | ----- | ----- | -------- | ----- | -------- | -------- | ----- |
| 2016     | KC       | 26    | 85    | 78    | 11    | 18    | 6        | 0        | 3        | 33    | 10    | 0     | 0        | 1     | 0     | 6     | 1     | 0     | 23    | 1        | .231  | .286     | .423     | .709  |
| 2016     | OAK      | 44    | 123   | 109   | 10    | 18    | 4        | 1        | 3        | 33    | 12    | 0     | 2        | 0     | 1     | 13    | 0     | 0     | 27    | 2        | .165  | .252     | .303     | .555  |
| '16計    | OAK      | 70    | 208   | 187   | 21    | 36    | 10       | 1        | 6        | 66    | 22    | 0     | 2        | 1     | 1     | 19    | 1     | 0     | 50    | 3        | .193  | .266     | .353     | .619  |
| 2017     | LAD      | 17    | 36    | 33    | 3     | 6     | 0        | 0        | 2        | 12    | 6     | 0     | 0        | 0     | 0     | 2     | 0     | 1     | 17    | 0        | .182  | .250     | .364     | .614  |
| MLB：2年 | MLB：2年 | 87    | 244   | 220   | 24    | 42    | 10       | 1        | 8        | 78    | 28    | 0     | 2        | 1     | 1     | 21    | 1     | 1     | 67    | 3        | .191  | .263     | .355     | .618  |

### 年度別投手成績
| 年 度    | 球 団    | 登 板 | 先 発 | 完 投 | 完 封 | 無 四 球 | 勝 利 | 敗 戦 | セ 丨 ブ | ホ 丨 ル ド | 勝 率 | 打 者 | 投 球 回 | 被 安 打 | 被 本 塁 打 | 与 四 球 | 敬 遠 | 与 死 球 | 奪 三 振 | 暴 投 | ボ 丨 ク | 失 点 | 自 責 点 | 防 御 率 | W H I P |
| -------- | -------- | ----- | ----- | ----- | ----- | -------- | ----- | ----- | -------- | ----------- | ----- | ----- | -------- | -------- | ----------- | -------- | ----- | -------- | -------- | ----- | -------- | ----- | -------- | -------- | ------- |
| 2020     | MIA      | 3     | 0     | 0     | 0     | 0        | 0     | 0     | 0        | 0           | ----  | 21    | 3.1      | 7        | 2           | 4        | 1     | 0        | 4        | 1     | 0        | 7     | 5        | 13.50    | 3.30    |
| MLB：1年 | MLB：1年 | 3     | 0     | 0     | 0     | 0        | 0     | 0     | 0        | 0           | ----  | 21    | 3.1      | 7        | 2           | 4        | 1     | 0        | 4        | 1     | 0        | 7     | 5        | 13.50    | 3.30    |

### 年度別守備成績
| 年 度 | 球 団 | 中堅（CF） | 中堅（CF） | 中堅（CF） | 中堅（CF） | 中堅（CF） | 中堅（CF） | 左翼（LF） | 左翼（LF） | 左翼（LF） | 左翼（LF） | 左翼（LF） | 左翼（LF） | 右翼（RF） | 右翼（RF） | 右翼（RF） | 右翼（RF） | 右翼（RF） | 右翼（RF） |
| 年 度 | 球 団 | 試 合      | 刺 殺      | 補 殺      | 失 策      | 併 殺      | 守 備 率   | 試 合      | 刺 殺      | 補 殺      | 失 策      | 併 殺      | 守 備 率   | 試 合      | 刺 殺      | 補 殺      | 失 策      | 併 殺      | 守 備 率   |
| ----- | ----- | ---------- | ---------- | ---------- | ---------- | ---------- | ---------- | ---------- | ---------- | ---------- | ---------- | ---------- | ---------- | ---------- | ---------- | ---------- | ---------- | ---------- | ---------- |
| 2016  | KC    | -          | -          | -          | -          | -          | -          | 13         | 22         | 0          | 0          | 0          | 1.000      | 9          | 17         | 0          | 0          | 0          | 1.000      |
| 2016  | OAK   | 19         | 42         | 1          | 0          | 1          | 1.000      | 4          | 5          | 0          | 0          | 0          | 1.000      | 19         | 25         | 1          | 1          | 0          | .963       |
| '16計 | OAK   | 19         | 42         | 1          | 0          | 1          | 1.000      | 13         | 22         | 0          | 0          | 0          | 1.000      | 28         | 47         | 1          | 1          | 0          | .980       |
| 2017  | LAD   | 5          | 5          | 0          | 0          | 0          | 1.000      | 6          | 3          | 0          | 0          | 0          | 1.000      | 3          | 3          | 0          | 0          | 0          | 1.000      |
| MLB   | MLB   | 24         | 47         | 1          | 0          | 1          | 1.000      | 19         | 25         | 0          | 0          | 0          | 1.000      | 31         | 50         | 1          | 1          | 0          | .981       |

### 背番号
- 12（2016年 - 同年途中）
- 39（2016年途中 - 同年終了）
- 50（2017年）
- 52（2020年）

### 代表歴
- 2015 WBSCプレミア12 アメリカ合衆国代表